# أنيتا ليزلي
أنيتا ليزلي (بالإنجليزية: Anita Rodzianko King)‏ هي كاتبة سير وكاتِبة أيرلندية، ولدت في 21 نوفمبر 1914، وتوفيت في 5 نوفمبر 1985.